# Mediastinum

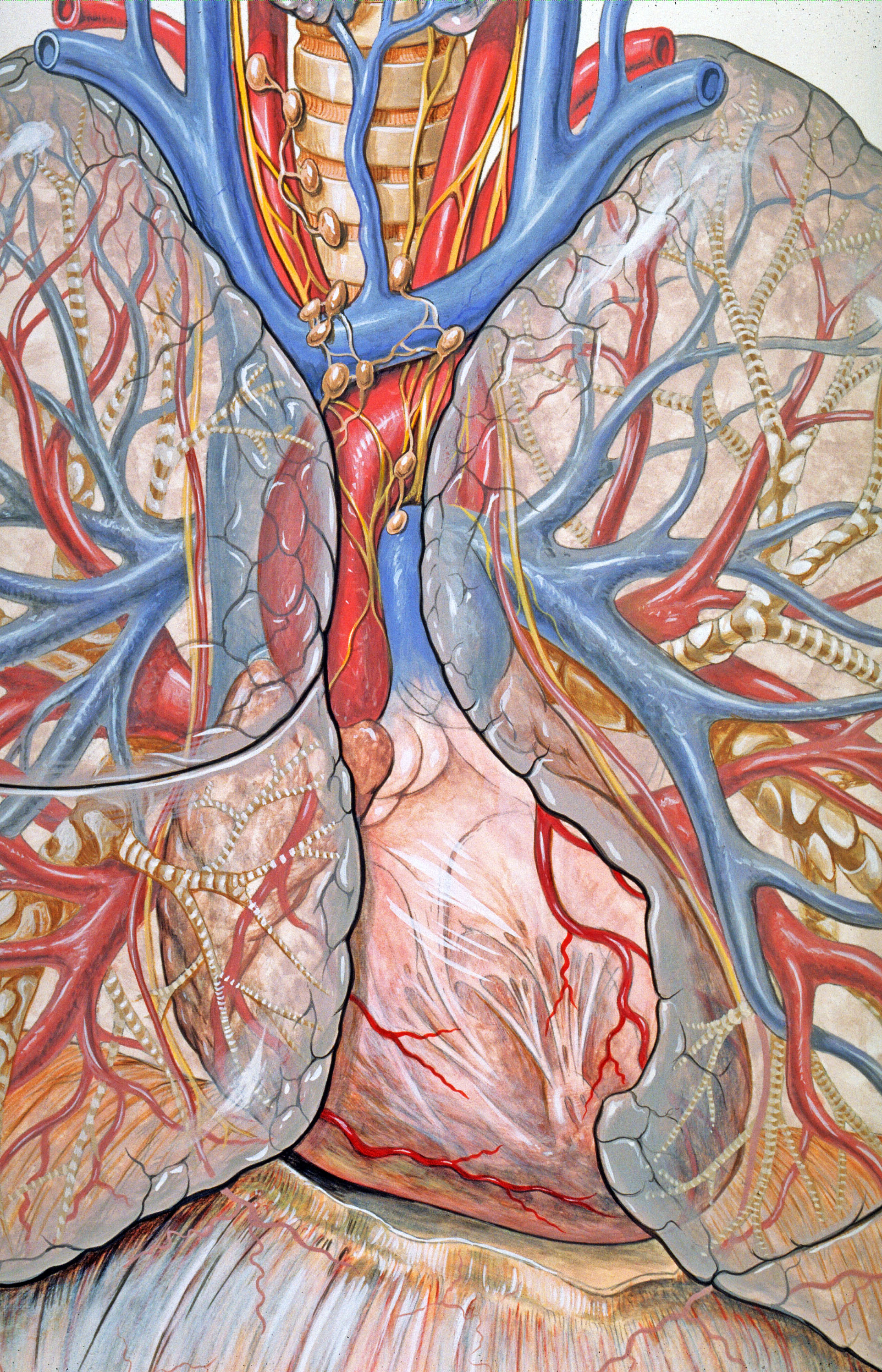
Organe des Mediastinums

Das Mediastinum, deutsch Mittelfellraum, ist ein senkrecht verlaufender Gewebsraum in der Brusthöhle. Es liegt in der Medianebene zwischen den beiden Pleurahöhlen und reicht vom Zwerchfell bis zum Hals und von der Wirbelsäule bis zum Brustbein (Sternum). Das angrenzende Brustfell (Pleura) wird Pleura mediastinalis (Mittelfell) genannt. 

## Organe des Mediastinums
In das lockere Bindegewebe des Mediastinums sind alle Brustorgane mit Ausnahme der Lungen eingebettet. Man unterscheidet beim Menschen ein oberes und ein unteres Mediastinum. Bei Tieren gliedert man es in ein vor dem Herzen gelegenes (präkardiales), einen Herzabschnitt (kardiales) und ein hinter dem Herzen gelegenes (postkardiales) Mediastinum.
Das obere Mediastinum enthält den Thymus, die herznahen großen Gefäße (Aortenbogen und seine Abgänge, Truncus pulmonalis, Vena cava superior), Luftröhre, Speiseröhre, Lymphknoten (Mediastinallymphknoten, Tracheobronchallymphknoten), Ductus thoracicus, Nervus phrenicus, Nervus vagus und Nervus laryngeus recurrens.
Der Raum zwischen Aortenbogen und linker Lungenarterie wird von Radiologen aortopulmonales Fenster genannt.
Das untere Mediastinum wird in ein zwischen Brustbein und Herzbeutel gelegenes vorderes, ein mittleres mit dem im Herzbeutel liegenden Herz und ein hinteres zwischen Herz und Brustwirbelsäule gegliedert. Das hintere enthält Speiseröhre, Aorta, Vena cava inferior, Vena azygos, Vena hemiazygos, Ductus thoracicus und Nervus vagus. Oft werden vorderes und oberes Mediastinum als „vorderes“ Mediastinum zusammengefasst.
Raumforderungen im Mediastinum (Mediastinaltumoren, erstmals wissenschaftlich beschrieben 1728 von Herman Boerhaave) können bereits im Kindesalter zur Störungen der Atmung führen.